# Zdravko Krivokapić
Zdravko Krivokapić (in cirillico: Здравко Кривокапић?, pronunciato [zdr̩aʋko kr̩iʋokapitɕ]; Nikšić, 2 settembre 1958) è un politico, ingegnere e scrittore montenegrino, primo ministro del Montenegro dal 4 dicembre 2020 al 28 aprile 2022.
È stato attivo come professore presso le Università del Montenegro e di Sarajevo Est, nonché uno dei fondatori dell'organizzazione non governativa chiamata "Ne damo Crnu Goru", fondata da professori e intellettuali montenegrini a sostegno della Chiesa ortodossa serba in Montenegro dopo l'approvazione della controversa "legge sulla religione", riguardante lo status giuridico e le proprietà della Chiesa ortodossa serba.
Le sue opinioni politiche e le sue apparizioni pubbliche sono generalmente definite di destra moderata, anti-corruzione, cristiano democratiche, filoeuropee ed economicamente liberali, nonché a favore della Chiesa, degli interessi della popolazione serbo-ortodossa e conservatrici dal punto di vista culturale.

## Primi anni di vita e carriera accademica
Nacque da genitori serbo-ortodossi (Drago e Ikonija) nel 1958 a Nikšić, che all'epoca faceva parte della Repubblica Socialista Federale di Jugoslavia. Si è laureato nel 1981 presso la Facoltà di Ingegneria Meccanica dell'Università del Montenegro, Dipartimento di Ingegneria della Produzione, come miglior studente della sua generazione. Si è iscritto agli studi post-laurea nel 1983 nel campo dell'ingegneria della produzione presso la Facoltà di Ingegneria Meccanica dell'Università di Belgrado. Nel 1989 ha difeso la sua tesi di master dal titolo "Pianificazione e gestione delle scorte di ricambi".
Ha conseguito il dottorato nel 1993 presso la Facoltà di Ingegneria Meccanica di Podgorica. L'argomento della dissertazione è stato "Contributo alla progettazione automatica del processo tecnologico di taglio mediante un sistema esperto".
Nel 1982 ha svolto il tirocinio presso l'azienda produttrice di acciaio "Boris Kidrič" a Nikšić. Nel 1983 è stato scelto come assistente tirocinante presso il Dipartimento di Ingegneria della Produzione presso la Facoltà di Ingegneria Meccanica di Podgorica. È stato eletto professore assistente nel 1994, poi professore associato presso l'Università del Montenegro nel 1999 ed è diventato professore ordinario nel 2004, quando è stato scelto per insegnare le materie di informatica e sistema di gestione della qualità.
È presidente del comitato organizzatore e membro del comitato di programmazione della conferenza SQM e della conferenza internazionale ICQME. È editore dell'International Journal for Quality Research, indicizzato nel database SCOPUS, pubblicato dal 2007. È membro del consiglio di redazione di quattro riviste e di 13 conferenze internazionali. È membro dell'American Society for Quality (ASQ) e capo del Center for Doctoral Studies presso l'Università del Montenegro. Nell'ambito della sua ricerca scientifica, ha pubblicato più di 250 articoli su riviste internazionali, riviste nazionali, conferenze internazionali e conferenze nazionali. È autore di 16 libri e libri di testo.
Nel 2011, sei anni prima dell'adesione del Montenegro alla NATO, Krivokapić è stato assunto dal Ministero della Difesa del governo del Montenegro per la formazione sulle procedure per l'introduzione di un sistema di qualità e le modalità per attuare gli standard relativi al sistema di gestione della qualità della NATO.
Dal 1998 insegna anche informatica presso il seminario teologico di Cettigne.

## Carriera politica

### Entrata in politica
Krivokapić ha preso parte alle proteste anticorruzione del 2019 e alle proteste contro la legge sulla religione del 2020. Ha deciso di entrare nella vita politica del Montenegro a metà del 2020, al culmine della crisi politica in Montenegro e del conflitto aperto tra la Chiesa ortodossa serba in Montenegro e il governo montenegrino guidato dal Partito Democratico dei Socialisti (DPS), a seguito dell'adozione della controversa legge sullo status delle comunità religiose in Montenegro, sostenendo le proteste clericali del 2019-2020 e i diritti della Chiesa ortodossa serba in Montenegro. È stato eletto come primo presidente della ONG sostenuta dalla Chiesa ortodossa serba "Non vi daremo il Montenegro" (Ne damo Crnu Goru) fondata da professori e intellettuali montenegrini a sostegno delle posizioni delle gerarchie ecclesiastiche serbe. In un breve periodo di tempo essa ha organizzato eventi pubblici a cui hanno partecipato, tra gli altri, il vescovo di Budimlja e Nikšić Joanikije (Mićović) e il rettore del seminario teologico di Cettigne, Gojko Perović.

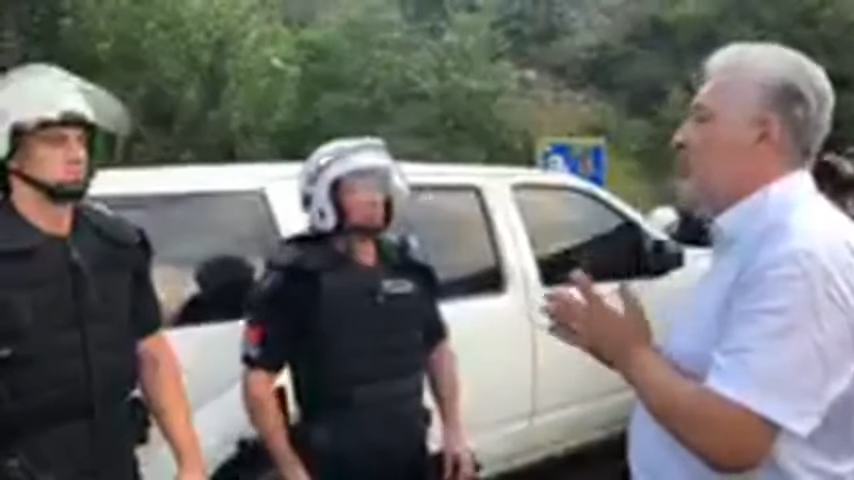
Krivokapić discute con la polizia montenegrina dopo aver impedito al convoglio di una manifestazione dell'opposizione di entrare a Podgorica.

Il 1º agosto 2020 il Fronte democratico, il Movimento popolare e il Partito popolare socialista hanno deciso di formare un'alleanza di opposizione preelettorale con il nome "Per il futuro del Montenegro" (Za budućnost Crne Gore), insieme ad alcuni altri soggetti extra-parlamentari di destra. Krivokapić era a capo della lista elettorale congiunta per le elezioni parlamentari dell'agosto 2020. Lo stesso giorno Krivokapić si è dimesso da direttore esecutivo della ONG, poiché sarebbe stato a capo della lista dell'opposizione. Krivokapić ha affermato che gli obiettivi primari della coalizione, nel caso in cui formasse il governo, sarebbero la protezione dei diritti umani oltre a garantire la libertà di parola, la libertà dei media, la libertà di pensiero e la libertà di religione. Krivokapić ha affermato che la persona che lo ha maggiormente influenzato per entrare in politica è stato un uomo d'affari montenegrino Miodrag "Daka" Davidović, leader de facto del Movimento popolare, sopravvissuto a un attentato nel dicembre 2019 a Belgrado. Il 24 luglio 2020, dopo una manifestazione dell'opposizione, sono state presentate accuse penali contro Krivokapić e cinque sacerdoti della Chiesa ortodossa serba per "l'esistenza di un fondato sospetto di aver commesso il reato di inosservanza delle norme sanitarie per il contenimento di un pericoloso contagio." Krivokapić ha anche inviato lettere ad ambasciatori stranieri in Montenegro in cui ha affermato che la sua coalizione voleva attirare l'attenzione degli altri stati su un caso di drastiche violazioni dei diritti umani, "che riteniamo possa essere una preoccupante introduzione agli imminenti abusi dei membri del ministero dell'Interno per intensificare la crisi politica e intimidire la popolazione in vista delle prossime elezioni". È stato valutato come il politico montenegrino più popolare in vista delle elezioni del 2020.

### Elezioni del 2020
Le elezioni del 2020 hanno registrato la più alta affluenza alle urne mai registrata in Montenegro, con il 75,90%. Poco dopo la chiusura delle urne, prima della pubblicazione dei risultati finali, Krivokapić ha annunciato la vittoria della coalizione affermando che "la libertà è avvenuta in Montenegro". Nel suo discorso ha anche affermato che non ci sarà revanscismo e ha offerto ai partiti delle minoranze etniche di entrare nel nuovo governo. La coalizione ha ottenuto il 32,55% del voto popolare che equivale a 27 seggi in parlamento. Questa è la prima volta che la coalizione di governo perde la maggioranza in parlamento dalla fine del regime comunista nel paese. In un'intervista all'agenzia di stampa governativa russa Sputnik, nota per agire con lo scopo d'influenzare l'opinione pubblica e migliorare la reputazione della Russia nel mondo, ha affermato che il nuovo governo migliorerà le relazioni con Serbia e Russia, specificando però che il Montenegro non può e non sarà sotto l'influenza della Serbia o della Russia, ma che il suo governo stabilirà migliori relazioni diplomatiche con entrambi i paesi, nominando anche l'adesione del Montenegro all'Unione europea, come la principale priorità della nuova coalizione di governo. Krivokapić e i leader delle coalizioni La pace è la nostra nazione e Nero su Bianco, Aleksa Bečić e Dritan Abazović, hanno concordato durante l'incontro diversi principi su cui si baserà il futuro governo, inclusa la formazione di un governo tecnico, continuando a lavorare sul processo di adesione all'Unione, sulla lotta alla corruzione, al superamento della polarizzazione della società e della crisi economica, nonché alla modifica e revisione di leggi e statuti discriminatori, inclusa la controversa legge sulla libertà di religione. Ha dichiarato che il nuovo governo in Montenegro contribuirà a rendere dignitosa la vita dei serbi in Kosovo e alla preservazione dei monasteri del paese vicino.

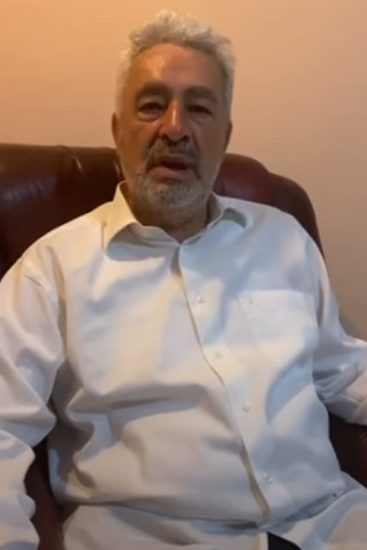
Krivokapić fa appello ai sostenitori dell'opposizione a non cadere nelle provocazioni del governo il giorno dopo le elezioni.

Il giorno dopo le elezioni, durante le celebrazioni, a Podgorica si sono verificati scontri tra i sostenitori dell'opposizione e i sostenitori del DPS al potere. Condannando l'odio e le agitazioni etniche, per le quali accusa il governo guidato dal DPS, Krivokapić ha affermato che nessuno in Montenegro dovrebbe essere messo in pericolo, soprattutto le minoranze nazionali, che ha definito "i nostri parenti e vicini". Krivokapić ha anche invitato i sostenitori a rimanere a casa, oltre a chiedere alle autorità di indagare sugli incidenti e perseguire i delinquenti e gli autori dei disordini il prima possibile. Ha anche accolto i partiti di minoranza dei bosgnacchi e degli albanesi del Montenegro, esprimendo il desiderio di formare un governo con loro. Il 2 settembre è stato rotto un vetro della porta della Comunità islamica di Pljevlja ed è stato lasciato un messaggio di minacce; Krivokapić ha condannato gli incidenti e ha anche espresso il sospetto, senza presentare prove, che siano stati provocati dal regime uscente guidato dal DPS. Ha anche protestato con i sacerdoti della Chiesa ortodossa serba davanti alla moschea di Husein Pascià, per trasmettere il messaggio di essere pronto a difendere i luoghi di culto di tutte le comunità religiose. Krivokapić ha affermato che non è sua priorità avere una posizione ufficiale nel nuovo governo, ma che, in qualità di Primo Ministro, vorrebbe visitare prima la Germania, che percepisce come il paese più influente dell'Unione europea. Tuttavia, un giorno dopo, ha ribadito che non sarà il primo ministro designato. Ha dichiarato che la Serbia e il Montenegro sono i due paesi più vicini, geograficamente, culturalmente e storicamente, pertanto le loro relazioni devono essere normalizzate, poiché questo è il desiderio della stragrande maggioranza dei cittadini montenegrini; tuttavia ha anche affermato che il ritiro del riconoscimento del Kosovo non sarà una priorità per il nuovo governo.

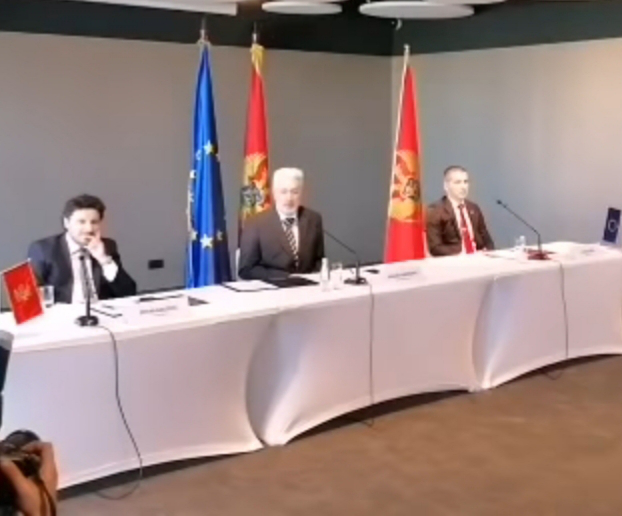
Dritan Abazović, Zdravko Krivokapić e Aleksa Bečić alla firma dell'accordo sui principi del nuovo governo del Montenegro il 9 settembre 2020.

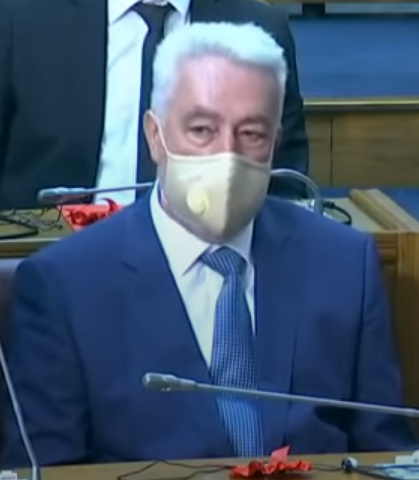
Krivokapić alla prima sessione della nuova assemblea del Parlamento del Montenegro il 23 settembre 2020.

Il 9 settembre 2019 Krivokapić insieme ai leader delle coalizioni "La pace è la nostra nazione" e "Nero su bianco", Aleksa Bečić e Dritan Abazović, ha firmato un accordo che promette che il nuovo governo non avvierà iniziative o procedure volte a cambiare la bandiera nazionale, lo stemma e l'inno né a ritirare il riconoscimento del Kosovo. L'accordo afferma inoltre che il nuovo governo democratico del Montenegro attuerà responsabilmente tutti gli obblighi internazionali assunti dallo Stato, rafforzerà e migliorerà la cooperazione con la NATO e attuerà rapidamente, pienamente e con impegno tutte le riforme necessarie per la piena adesione del Montenegro all'UE. Krivokapić ha affermato che il nuovo governo si sta preparando per lo scenario peggiore per quanto riguarda l'economia. Lo stesso giorno ha anche affermato di essere preoccupato perché nessun altro paese della regione si è congratulato con lui. In risposta alle accuse secondo cui la sua coalizione ha stretti legami con il presidente serbo, Aleksandar Vučić, ha detto di non aver mai nemmeno incontrato Vučić. In un'intervista a Die Welt, Krivokapić disse che quando si trovava nella Germania Ovest nel 1988, vide Helmut Kohl seguito da una sola macchina della guardia del corpo e che stava chiacchierando con persone riunite e che questo era il suo primo incontro con la democrazia; spiegando che questo è esattamente il tipo di capo del governo che vuole essere: "qualcuno con cui si può parlare e che si può criticare". L'11 settembre Krivokapić ha onorato le vittime degli attentati dell'11 settembre 2001 e ha dichiarato che il nuovo governo con i suoi alleati riaffermerà il suo impegno nella lotta al terrorismo e a tutte le forme di estremismo. I tabloid pro-governativi serbi hanno criticato all'unanimità l'accordo di coalizione tra le tre nuove liste di maggioranza parlamentare, per aver accettato di non discutere i cambiamenti dei simboli nazionali del Montenegro, il ritiro del riconoscimento del Kosovo o il ritiro del paese dalla NATO, durante il nuovo mandato di governo, chiamando Krivokapić "Primo ministro di Amfilohije".
Rispondendo a questa critica, ha detto in un'intervista a Face TV con sede a Sarajevo di essere consapevole del fatto che Aleksandar Vučić e Milo Đukanović sono in una connessione molto più stretta di lui e di qualcuno a lui più vicino e che i tabloid filo-governativi in Serbia lo stanno attaccando perché il presidente montenegrino Đukanović e il presidente serbo Vučić sono ancora in buoni rapporti, cosa che Vučić ha negato, esortando Krivokapić a pubblicare prove dei suoi rapporti d'affari con Đukanović o ad ammettere di aver mentito. Krivokapić ha anche affermato che è scandaloso che Vučić non abbia mai visitato il Montenegro durante tutti gli 8 anni in cui è stato al potere. Il 22 settembre 2020 si è tenuto un incontro nel monastero di Ostrog tra i rappresentanti dell'opposizione, il metropolita Amfilohije e il vescovo Joanikije. Secondo le notizie di Vijesti, Dritan Abazović ha proposto Krivokapić come primo ministro, tuttavia i leader del Fronte democratico, Andrija Mandić e Milan Knežević hanno dichiarato che Krivokapić non ha più il pieno sostegno all'interno della coalizione Per il Futuro del Montenegro, soprattutto a causa del suo atteggiamento critico nei confronti di Vučić e del suo regime in Serbia, e che non possono sostenerlo come candidato finché mettono in dubbio la fiducia in lui alla riunione del partito.

### Primo ministro
Il 23 settembre tutti i 41 deputati delle tre coalizioni della nuova maggioranza in parlamento hanno ufficialmente sostenuto Zdravko Krivokapić come primo ministro designato, oltre ad eleggere Aleksa Bečić nuovo presidente del Parlamento. Il 30 settembre Krivokapić ha avviato i primi colloqui con i rappresentanti dei partiti delle tre coalizioni che costituivano la maggioranza parlamentare in Montenegro sulla formazione del nuovo governo. L'8 ottobre è diventato formalmente il primo ministro designato dopo che il presidente Đukanović gli ha conferito il mandato di formare il nuovo governo.

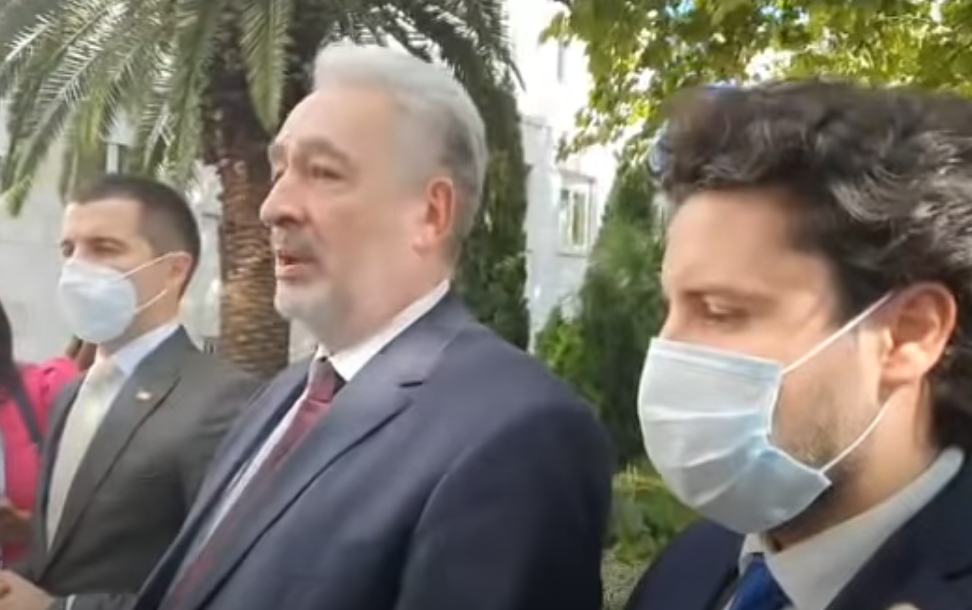
Bečić, Krivokapić e Abazović tengono una conferenza stampa l'8 ottobre 2020 dopo che il presidente Đukanović ha dato a Krivokapić il mandato di formare il nuovo governo.

Il 24 ottobre Krivokapić ha negato le accuse populiste del Fronte Democratico, secondo cui ogni partito nella coalizione vincente fosse escluso dal processo di formazione del governo, ma che insistere su individui di quei partiti non era nell'interesse dei cittadini o del paese, continuando a premere per la formazione di un governo tecnico, senza figure compromesse della nuova maggioranza al suo interno. I media in seguito riferirono che tali accuse si riferivano ai leader dell'alleanza del Fronte Democratico, Andrija Mandić, Milan Knežević e Nebojša Medojević. Tutti e tre hanno ripetutamente messo in discussione il sostegno dei loro partiti al nuovo governo, nel mese di ottobre, se non avessero fatto parte del nuovo governo. Mandić ha chiesto esplicitamente a Krivokapić di "restituire il mandato e che avrebbero cercato un nuovo designato". Medojević ha persino insinuato che il metropolita del Montenegro e del litorale, l'uomo d'affari montenegrino-serbo Daka Davidović, ma anche le ambasciate degli Stati Uniti e del Regno Unito a Podgorica e gli editori dei media montenegrini Miodrag Perović ("Monitor") e Željko Ivanović ("Vijesti"), avrebbero una forte influenza su di lui, come primo ministro designato, e sulla composizione del suo gabinetto.
Parlando ai media il 29 ottobre sulla composizione del futuro governo del Montenegro, Krivokapić ha dichiarato apertamente che avrebbe un "livello di reputazione inferiore" se includesse i leader politici del Fronte Democratico. "Sarebbe un governo che non sarebbe accettato con tutto il cuore dalle istituzioni internazionali competenti", ha detto, accusando i leader del partito di non pensare agli interessi del popolo, oltre a prolungare il processo di formazione del governo per i loro interessi personali e di partito. Krivokapić ha anche affermato che l'opposizione decennale non è riuscita a vincere le elezioni perché il regime guidato dal DPS conosceva molto bene quelle persone. Dopo l'intervista, i leader del Fronte democratico hanno accusato Krivokapić di aver stretto un accordo con Milo Đukanović e il DPS, Mandić ha anche affermato che Krivokapić era stato nominato leader della lista elettorale dopo "pressioni e condizionamenti del sostegno elettorale" da parte di "parti della Chiesa ortodossa serba", aggiungendo che l'intero finanziamento della campagna elettorale è stato fornito dal Fronte Democratico, e che "quelli (la Chiesa) che hanno chiesto che Krivokapić guidasse la lista comune non hanno dato un solo centesimo per la campagna", accusando parti della chiesa e Krivokapić di "agire su ordine di qualcuno dall'estero". Dopo una serie di accuse da parte dei leader del Fronte Democratico, Krivokapić ha programmato per il 30 ottobre un incontro con tutti i partiti della nuova maggioranza parlamentare, al fine di superare incomprensioni e dilemmi sulla formazione di un nuovo governo. L'incontro ha infine confermato il sostegno di tutti i partiti della nuova maggioranza all'idea di Krivokapić di un governo tecnico, in cui nessun leader di partito sarà ministro.
Il 1º novembre Zdravko Krivokapić è stato, insieme al patriarca serbo Irinej, al vescovo di Budimlja e Nikšić Joanikije Mićović e al poeta e accademico serbo Matija Bećković, uno di coloro che hanno tenuto un discorso di fronte ai fedeli riuniti in lutto al funerale del suo padre spirituale e amico intimo, metropolita di lunga data del Montenegro e del litorale Amfilohije Radović, nella Cattedrale della Resurrezione di Cristo a Podgorica. Krivokapić ha sottolineato che Amfilohije li ha riuniti ancora una volta, chiamando il raduno di persone provenienti da tutto il Montenegro "la corona di tutti i raduni di preghiera (litijas)", riferendosi ai recenti raduni di preghiera di massa (litije), che sono stati organizzati durante il 2019 e 2020, come protesta contro la controversa legge sulla religione, guidata da Amfilohije. Nel suo discorso, Krivokapić ha anche ricordato la sera in cui si è incontrato con Amfilohije la notte dopo le elezioni del 30 agosto, che hanno posto fine alla lotta dei credenti per ritirare la legge discriminatoria, che prendeva di mira la chiesa. In quell'occasione il metropolita gli disse "siamo tanto benedetti" in un cordiale abbraccio. Ha detto che ogni incontro con Amfilohije è stato una grande gioia e apprendimento, ricordando che Amfilohije ha testimoniato sincerità e verità, ed è per questo che le sue parole risuonano forte e si sentono lontano. Nel suo discorso, Krivokapić ha anche fatto riferimento al ruolo di Amfilohije nel ristabilire la fede e nel restaurare i luoghi santi in Montenegro dalla caduta del comunismo nel 1990: "Sebbene tu abbia resuscitato il Montenegro, hai sperimentato sofferenze e persecuzioni, da parte del tuo stesso popolo", ha detto.
Krivokapić aveva precedentemente chiesto pubblicamente al governo uscente di Duško Marković di dichiarare un giorno di lutto in occasione della morte del metropolita del Montenegro e del litorale, cosa che il governo ha rifiutato di fare, mentre diversi comuni hanno dichiarato un giorno di lutto a livello locale: Andrijevica, Budua, Berane, Cattaro, Herceg Novi, Teodo e Plužine.

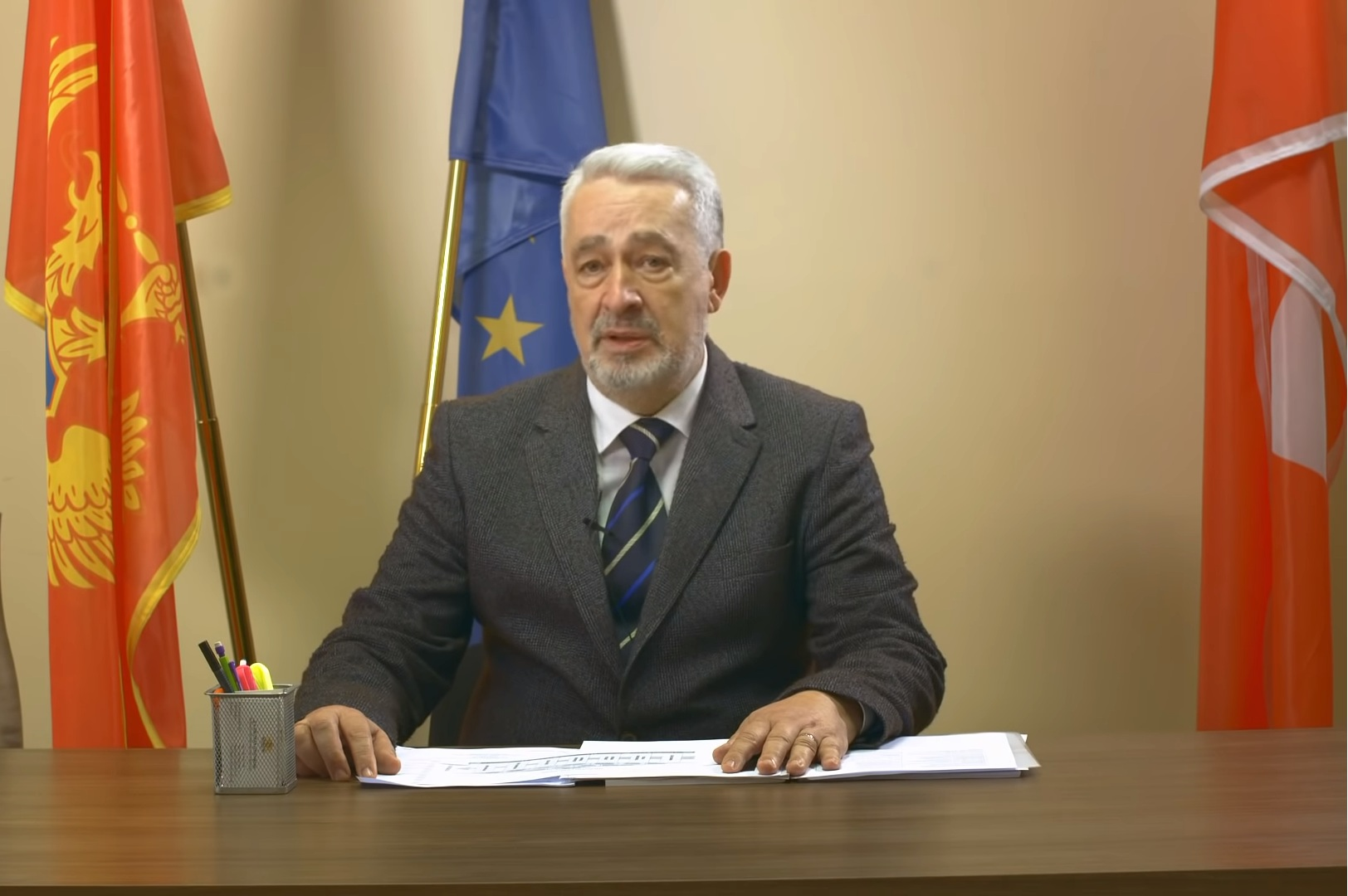
Il primo ministro designato Zdravko Krivokapić presenta la composizione del nuovo governo del Montenegro, Podgorica, 5 novembre 2020.

Il 5 novembre 2020 Krivokapić ha annunciato la composizione del suo gabinetto, in cui il numero dei ministri sarà ridotto a 12 a causa della razionalizzazione dell'amministrazione statale, cioè 8 in meno rispetto al governo precedente, motivo per cui alcuni dipartimenti sono stati accorpati e alcuni aboliti. Krivokapić ha affermato che il modello seguito è stato quello dei Paesi Bassi e della Finlandia, come esempi di buone pratiche, e che fondamentalmente la razionalizzazione dovrebbe offrire una risposta alle sfide che il Montenegro deve affrontare, e che il futuro governo si baserà su quattro aree chiave che sono attualmente le più importanti per il Montenegro: stato di diritto, finanza, istruzione e sanità. Tuttavia, poco dopo la nomina da parte di Krivokapić, alcuni leader dei partiti della coalizione hanno espresso la loro insoddisfazione per la sua decisione. Secondo l'accordo finale tra i partiti, il nuovo governo sarà limitato a un anno, con pochi obiettivi principali: la lotta alla corruzione e la depoliticizzazione delle istituzioni pubbliche dopo 30 anni di governo del DPS, nonché la riforma delle leggi elettorali, volta alla preparazione di un clima adeguato per lo svolgimento di nuove elezioni "le prime organizzate correttamente" in Montenegro.
Alcuni partiti che facevano parte del precedente regime, tra cui DPS, LP e SD, hanno accusato il primo ministro designato Krivokapić di selezionare "esclusivamente serbo-ortodossi" per il nuovo governo, mentre allo stesso tempo alcuni membri della nuova maggioranza (come il gruppo parlamentare dell'alleanza Fronte democratico) hanno affermato che "gli autentici rappresentanti serbi in Montenegro" non facevano nemmeno parte del nuovo gabinetto. Entrambe le parti (DPS e DF) erano unite nel criticare il presunto impatto della Metropolia del Montenegro e del Litorale (della Chiesa ortodossa serba) sulla formazione del gabinetto di Krivokapić.
Il 13 novembre 2020 Krivokapić ha dichiarato che centinaia di milioni di euro vengono incanalati fuori dal Montenegro nella vicina Serbia dal regime uscente del DPS e che il denaro finisce molto spesso in conti di Belgrado dove si stanno acquistando ville e appartamenti sul lussuoso lungofiume cittadino.
Il voto parlamentare sul nuovo gabinetto era originariamente previsto per il 14 novembre, ma è stato rinviato al 24 novembre, per consenso dei leader di tutti i partiti in parlamento, a causa di diversi casi di COVID-19. La sessione è stata infine rinviata di nuovo al 2 dicembre, in seguito alle successive insistenze di diversi partiti della maggioranza uscente, che hanno poi affermato anche che la controversa Assemblea di Podgorica si tenne tra il 24 e il 28 novembre 1918, dicendo che le date erano "inaccettabili e offensive contro il Montenegro", accusando ancora una volta Krivokapić e la sua squadra di presunte attività "contro la sovranità statuale del Montenegro". Dopo il nuovo rinvio della sessione, il presidente del Parlamento del Montenegro, Aleksa Bečić, ha ricordato all'opinione pubblica che la data controversa della sessione è stata determinata dal consenso di tutte le parti, sia del governo che dell'opposizione, appena un giorno prima dell'iniziativa del DPS per il nuovo rinvio. Bečić ha anche aggiunto che tra il 24 e il 28 novembre 2016, il parlamento votò anche per il precedente governo, guidato dal DPS. Bečić e Krivokapić hanno entrambi accusato il regime uscente di ingannare nuovamente i cittadini e anche di rinfocolare i conflitti interetnici, al fine di ritardare una transizione democratica nel paese.
Il 4 dicembre 2020, dopo tre giorni di dibattito parlamentare, il nuovo governo ha ricevuto la fiducia da 41 membri su 81 del Parlamento del Montenegro e Krivokapić è diventato formalmente il primo ministro del Montenegro. Nel suo discorso al parlamento si è appellato all'unità nazionale e ha spiegato che le priorità del suo governo saranno il miglioramento dei rapporti con la Serbia, l'intensificazione della lotta a corruzione e criminalità, una maggiore tutela dei diritti sociali e il sostegno all'integrazione nell'Unione europea.
Dopo mesi di turbolenze tra i partiti della maggioranza di governo, il 4 febbraio 2022 il parlamento montenegrino ha votato la sfiducia al governo guidato da Krivokapić. Tale voto era stato richiesto dal vice-primo ministro e leader del partito Azione Riformista Unita, Dritan Abazović, che contestava la lentezza delle riforme e il sostanziale stallo nel processo di adesione del Montenegro all'Unione europea a causa dell'inazione del governo.

## Controversie e accuse

### Presunto nazionalismo serbo
Il 21 settembre 2020 il portale Internet di Radio Antena M ha pubblicato un video della metà degli anni '90 che circola da tempo su Internet e in cui Krivokapić è presente a una celebrazione insieme a Nikola Kavaja, nazionalista serbo e anticomunista, noto per le sue attività terroristiche, oltre che insieme all'attuale ambasciatore serbo in Montenegro Vladimir Božović e altre note figure nazionaliste serbe e serbo-montenegrine. Krivokapić appare in una breve parte della registrazione, sotto lo striscione, sul quale, tra l'altro, c'era una foto di Radovan Karadžić, presidente serbo-bosniaco, che in seguito fu condannato per crimini di guerra e genocidio in Bosnia dal Tribunale penale internazionale per l'ex-Jugoslavia (ICTY) nel 2016. Pochi giorni dopo la rivelazione del filmato, Krivokapić ha detto ai media di essersi ritrovato accidentalmente alla riunione controversa intorno al 1996, e che non ne era un partecipante attivo o un sostenitore della politica nazionalista degli anni '90, affermando anche che come pacifista condanna ogni tipo di terrorismo e di estremismo ideologico. Ha sottolineato che era l'unica volta in cui vi era andato e alla fine ha deciso che non ci sarebbe più tornato esprimendo preoccupazione per l'aumento dell'incitamento all'odio e le etichette dispregiative da parte di alcuni media in Montenegro e nei paesi vicini.
Ha sollevato nuovamente una polemica il 13 ottobre 2020, quando in un'intervista ha affermato che quando si tratta di relazioni con la vicina Serbia, la posizione migliore è quella del re Nicola I, il quale affermò nel 1910, quando il Montenegro fu proclamato Regno, che ci sono "due re che vivono in due stati serbi (Regno del Montenegro e Regno di Serbia)".
Nell'ottobre 2020 un altro canale pro-DPS ha pubblicato una registrazione di Krivokapić, che ha causato nuove polemiche, in cui Krivokapić è visto baciare una bandiera della Chiesa ortodossa serba (tricolore rosso-blu-bianco con la croce serba), registrata durante le proteste contro la controversa legge sulle comunità religiose nell'agosto 2020, che ha provocato indignazione nei circoli nazionalisti montenegrini e nei media pro-DPS, che l'hanno presentata al pubblico come "bacio alla bandiera della Serbia".

### Presunta influenza della Chiesa
Il rapporto molto stretto di Krivokapić con la Chiesa ortodossa serba in Montenegro, così come con il metropolita Amfilohije Radović, ha spesso portato a speculazioni, polemiche e invettive da parte di alcuni circoli nazionalisti montenegrini e dei media. La polemica è culminata dopo la pubblicazione del video della notte delle elezioni del 30 agosto 2020, che mostra il saluto molto empatico di Krivokapić nella cattedrale di Podgorica con il metropolita Amfilohije, con il quale ha celebrato la vittoria elettorale della sua lista, e quindi il ritiro della controversa legge sulla religione. Krivokapić è stato accusato da alcuni media e partiti politici di essere sotto l'influenza della chiesa, persino di essere un "fantoccio" della politica anti-montenegrina, e che la sua scelta come primo ministro metterebbe a repentaglio la sicurezza nazionale, l'indipendenza e l'ordine secolare dello Stato. Krivokapić ha respinto tutte le accuse come sciocchezze, dicendo che la "questione del suo atteggiamento di credente nei confronti di un dignitario della chiesa, come il metropolita Amfilohije" ha aperto una controversia che molti vogliono presentare come l'influenza del metropolita sulle sue decisioni politiche, condannandola invece come invenzione mediatica del regime uscente, affermando anche che le reazioni sono sopravvalutate e non necessarie. "L'ho sentito come un mio bisogno, da credente, lo considero un obbligo venire a trovare il metropolita, alla sua chiamata. Ho espresso la gioia del momento e non l'ho condivisa con nessuno come con il nostro metropolita", ha detto Krivokapić in un'intervista per il canale Face TV, con sede a Sarajevo, nel settembre 2020.
Dopo la caduta del governo del Partito Democratico dei Socialisti, all'indomani delle elezioni parlamentari del 2020, i nazionalisti montenegrini (l'Associazione patriottica del Montenegro tra gli altri) hanno organizzato manifestazioni di massa, i cosiddetti "raduni patriottici", a Cettigne e nella capitale Podgorica, a sostegno della maggioranza uscente; i partecipanti e gli organizzatori della manifestazione hanno accusato Krivokapić e la Chiesa serba in Montenegro di lavorare presumibilmente contro gli interessi nazionali montenegrini, definendoli una "minaccia all'indipendenza del paese e alla statualità". La manifestazione è stata segnata anche da messaggi inappropriati a Krivokapić, che è stato etichettato come "traditore", "farabutto četnico" e "baciatore di mani", accusandolo di essere un "fantoccio della politica della Grande Serbia della Chiesa ortodossa serba". La retorica nazionalista e l'incitamento all'odio dei partecipanti ai raduni sono stati condannati da numerosi media, personaggi pubblici montenegrini, artisti, professori universitari, associazioni accademiche e studentesche, attivisti per i diritti umani e ONG.
L'influenza della Chiesa su Krivokapić è stata criticata anche dal Fronte democratico populista e filo-serbo, di cui ha guidato la lista alle elezioni parlamentari. Dopo una scissione politica con Krivokapić, dopo aver messo in dubbio la loro approvazione a partecipare al suo gabinetto, nell'ottobre 2020, i leader del DF hanno iniziato a criticare pubblicamente la presunta influenza della Metropolia del Montenegro e del Litorale su Krivokapić, nonché sulla formazione del nuovo governo. Andrija Mandić ha affermato che Krivokapić era stato nominato leader della lista elettorale dopo "la pressione e il condizionamento del sostegno elettorale" da "parti della Chiesa ortodossa serba", accusando parti della chiesa e Krivokapić di "agire per ordine di qualcuno dall'estero", mentre Nebojša Medojević ha dichiarato che il vescovo Joanikije Mićović e il sacerdote Gojko Perović hanno stabilito i termini del sostegno della chiesa e hanno minacciato di ritirare Krivokapić dalla lista elettorale, pochi giorni prima della consegna delle liste elettorali per le elezioni parlamentari del 2020, cosa che Perović ha categoricamente negato.

### COVID-19 e comunione
Il 31 ottobre 2020 si è svolto un servizio religioso presso il Monastero di Cettigne per il metropolita del Montenegro e del Litorale Amfilohije Radović, deceduto il giorno prima di COVID-19. Krivokapić ha partecipato al servizio ed è stato filmato mentre riceveva la comunione con lo stesso cucchiaino dei fedeli prima di lui violando le misure di sicurezza contro la pandemia di COVID-19.
Lo stesso giorno, il governo uscente del DPS ha accusato Krivokapić di non agire come rappresentante di tutti i cittadini, ma come "propagandista degli interessi di una comunità religiosa", nonché per "comportamento irresponsabile" durante "eventi che potrebbero essere rischiosi per la salute dei cittadini". Come hanno detto, "è preoccupante che il presidente del Consiglio designato, partecipando attivamente a questi eventi, non riconosca il momento in cui con i suoi esempi e il suo richiamo pubblico influenzano la consapevolezza dei cittadini sui pericoli di tali comportamenti".
Il 13 novembre 2020 Krivokapić ha rilasciato una dichiarazione controversa riguardo alla comunione quando ha detto che "se hai fede, non hai problemi, non sarai contagiato dalla comunione". "È diritto di ogni credente professare la propria religione secondo le modalità prescritte dalla comunità religiosa a cui appartiene", ha detto Krivokapić, esortando anche i cittadini a rispettare le normative governative che si applicano a causa della pandemia di coronavirus. Krivokapić ha anche affermato che la corruzione all'interno del sistema sanitario del Montenegro ha contribuito all'aumento delle vittime durante una pandemia molto più del mantenimento dei riti religiosi: "Dobbiamo aiutare il sistema sanitario del paese, che è uno dei più deboli d'Europa a causa della corruzione del regime guidato dal DPS. Pertanto, una delle priorità del futuro governo sarà la modernizzazione del settore sanitario", ha dichiarato Krivokapić sul suo account Twitter ufficiale il 14 novembre.

### Dichiarazione sul giorno della vittoria
Krivokapić ha valutato che "il Montenegro non dovrebbe più celebrare il 9 maggio il Giorno della vittoria sul fascismo, ma il 23 settembre", quando si è costituita la nuova sessione del Parlamento in cui la coalizione di opposizione ha ottenuto la maggioranza parlamentare, rilevando il significato storico del "primo cambio di regime democratico nella storia del Montenegro", dopo le elezioni parlamentari dell'agosto 2020. Molti hanno visto in questa affermazione un suo tentativo di sminuire il movimento antifascista in Montenegro.

## Vita privata
Con la moglie Marijana Krivokapić, anche lei professoressa universitaria, ha una famiglia numerosa, cinque figli (2 femmine e 3 maschi) e due nipoti. Tre figli hanno un master e la figlia maggiore ha un dottorato. Dei due figli più piccoli, uno è studente universitario e l'altro delle superiori. Il rettore del seminario teologico di Cettigne, Gojko Perović, ha definito Krivokapić un uomo umile, un cristiano nel senso migliore del termine. Ha anche aggiunto che Krivokapić stava donando il denaro che veniva pagato ogni mese per il trasporto allo studente più povero del seminario.
Krivokapić ha detto di essere un montenegrino ma che conosce le sue radici, dichiarandosi un serbo-montenegrino. Ha affermato anche che i serbi in Montenegro, principalmente, non sono legati al territorio dell'attuale Serbia dalla loro discendenza, rappresentando un popolo autoctono del Montenegro. Secondo la sua visione, le divisioni tra serbi-montenegrini e montenegrini sono state imposte e altamente politicizzate durante le recenti vicende storiche. Per discendenza, è un membro del clan Cuce dell'Antico Montenegro.
Il 13 novembre 2020 Krivokapić ha annunciato di essere presumibilmente guarito dal COVID-19 senza nemmeno sapere di averlo.